# Nelson (Missouri)
Nelson és una població dels Estats Units a l'estat de Missouri. Segons el cens del 2000 tenia 212 habitants.

## Demografia
Segons el cens del 2000, Nelson tenia 212 habitants, 83 habitatges, i 58 famílies. La densitat de població era de 248 habitants per km².
Dels 83 habitatges en un 28,9% hi vivien nens de menys de 18 anys, en un 53% hi vivien parelles casades, en un 9,6% dones solteres, i en un 30,1% no eren unitats familiars. En el 16,9% dels habitatges hi vivien persones soles el 8,4% de les quals corresponia a persones de 65 anys o més que vivien soles. El nombre mitjà de persones vivint en cada habitatge era de 2,55 i el nombre mitjà de persones que vivien en cada família era de 2,95.
Per edats la població es repartia de la següent manera: un 24,1% tenia menys de 18 anys, un 5,7% entre 18 i 24, un 33% entre 25 i 44, un 25% de 45 a 60 i un 12,3% 65 anys o més.
L'edat mediana era de 38 anys. Per cada 100 dones de 18 o més anys hi havia 96,3 homes.
La renda mediana per habitatge era de 28.214 $ i la renda mediana per família de 31.250 $. Els homes tenien una renda mediana de 24.219 $ mentre que les dones 16.500 $. La renda per capita de la població era de 12.886 $. Entorn del 6,3% de les famílies i l'11,8% de la població estaven per davall del llindar de pobresa.

## Poblacions més properes
El següent diagrama mostra les poblacions més properes.